# 贝德福德 (宾夕法尼亚州)
贝德福德（英語：Bedford）是美国宾夕法尼亚州贝德福郡的一个自治市镇和郡城。 它位于州首府哈里斯堡以西164公里，匹兹堡以东172公里。 2010年人口普查中贝德福德的人口为2841人。

## 历史
曾在雷斯顿贸易站附近兴建的贝德福德堡周围成长，贝德福德定居约1751年，1766年贝德福德奠定了，成立于1795年3月13日。